# Jessica Folcker
Jessica Folcker, dawniej występująca również jako Jessica Folker (ur. 9 lipca 1975 w Täbach w Sztokholmie) – szwedzka piosenkarka.
Działalność muzyczną rozpoczęła od współpracy z Dr Albanem i E-Type. Solową karierę zaczęła w 1998 roku.

## Dyskografia

### Albumy studyjne
| Rok                            | Dane dot. albumu                                                                              | Najwyższe pozycje na listach | Najwyższe pozycje na listach | Najwyższe pozycje na listach | Najwyższe pozycje na listach | Najwyższe pozycje na listach | Certyfikat                  |
| Rok                            | Dane dot. albumu                                                                              | SWE                          | NOR                          | AUT                          | SWI                          | NLD                          | Certyfikat                  |
| ------------------------------ | --------------------------------------------------------------------------------------------- | ---------------------------- | ---------------------------- | ---------------------------- | ---------------------------- | ---------------------------- | --------------------------- |
| 1998                           | Jessica - Wydany: 1998 - Wytwórnia: Jive Records - Format: CD, digital download               | 17                           | 20                           | 35                           | 41                           | 30                           | - KOR: platyna - SWE: złoto |
| 2001                           | Dino - Wydany: 2001 - Wytwórnia: Jive Records - Format: CD, digital download                  | 26                           | –                            | –                            | 47                           | –                            |                             |
| 2005                           | På svenska - Wydany: 2 maja 2005 - Wytwórnia: Transistor Music - Format: CD, digital download | –                            | –                            | –                            | –                            | –                            |                             |
| 2007                           | Skin Close - Wydany: 29 maja 2007 - Wytwórnia: Cosmos Records - Format: CD, digital download  | 41                           | –                            | –                            | –                            | –                            |                             |
| „–” pozycja nie była notowana. |                                                                                               |                              |                              |                              |                              |                              |                             |